# Ademar le Noir
Pour les articles homonymes, voir Adhémar et Noir (homonymie).
Ademar le Noir (Ademar lo Negre en occitan) était un troubadour de langue occitane du début du XIIIe siècle. Il était originaire de Château-Vieux d'Albi, localité qui dépendait des vicomtes d'Albi, autrement dit les Trencavel, premières cibles de la croisade albigeoise. D'autres grands seigneurs le protégèrent, dont Pierre II d'Aragon et Raymond VI de Toulouse. Il aurait même passé quelque temps à la cour de Ferdinand III de Castille.
Nous possédons de lui quatre cansons.
- (3,1) Era⋅m don Dieus que repaire.
- (3,2) Era⋅m vai mieills qe non solo (envoyée à l'infant Ferdinand III de Castille, ce qui permet de la dater entre 1214 et 1217)
- (3,3) De solaz e de chanzos
- (3,4) Ja d'ogan pel temps florit

Également on lui attribue la canson  fragmentaire Si faz buena canson, découverte récemment et qu'on peut cataloguer sous la référence PC 3,5.